# Moechotypa ceylonica
Moechotypa ceylonica là một loài bọ cánh cứng trong họ Cerambycidae.